# NGC 810
NGC 810 este o liner situată în constelația Berbecul. A fost descoperită în 11 decembrie 1871 de către Édouard Stephan⁠(d). Se află la o distanță de 110 megaparseci de Pământ.